# Lake Butler (comtat d'Orange)
Lake Butler és una població dels Estats Units a l'estat de Florida. Segons el cens del 2000 tenia 7.062 habitants.

## Demografia
Segons el cens del 2000, Lake Butler tenia 7.062 habitants, 2.255 habitatges, i 2.009 famílies. La densitat de població era de 210,6 habitants/km².
Per edats la població es repartia de la següent manera: un 32,5% tenia menys de 18 anys, un 4,3% entre 18 i 24, un 29,3% entre 25 i 44, un 27,2% de 45 a 60 i un 6,7% 65 anys o més.
L'edat mediana era de 38 anys. Per cada 100 dones de 18 o més anys hi havia 97,5 homes.
La renda mediana per habitatge era de 113.819 $ i la renda mediana per família de 113.863 $. Els homes tenien una renda mediana de 89.507 $ mentre que les dones 43.864 $. La renda per capita de la població era de 49.696 $. Entorn de l'1,2% de les famílies i l'1,8% de la població estaven per davall del llindar de pobresa.

## Poblacions més properes
El següent diagrama mostra les poblacions més properes.